# نورمان سلف
نورمان سلف (بالإنجليزية: Norman Selfe)‏ (و. 1839 – 1911 م) هو مهندس مدني، ومهندس، ومخترع أسترالي، ولد في تدينغتون، توفي في سيدني، عن عمر يناهز 72 عاماً ، بسبب قصور القلب.